# بیل جرج
بیل جرج (انگلیسی: Bill George؛ زادهٔ خطا: زمان نامعتبر) یک پدیدآور اهل ایالات متحده آمریکا است.